# 襄陽駅
襄陽駅 （ヤンヤンえき）は、現在の大韓民国江原特別自治道襄陽郡にかつて存在した駅である。

## 利用可能な路線
- 東海北部線

## 駅周辺
朝鮮戦争の爆撃で痕跡がほとんど残っておらず、現在この駅があった場所には石材工場が入っている。

## 歴史
- 1937年12月1日 - 朝鮮総督府鉄道の東海北部線の終着駅として開業。ここから更に江陵駅へ向かう計画であったが、建設中のまま終戦を迎えて全通しなかった。
- 1945年 - 終戦を迎えて襄陽から先の建設が中止。朝鮮民主主義人民共和国鉄道省の管理となる
- 1950年7月 - 朝鮮戦争による砲撃で駅舎焼失。
- 1953年7月31日 - 韓国国土交通部の管理のもと再開業。但し実際の列車運行はなされなかった。江陵駅から当駅を経て束草に至る鉄道の建設計画が持ち上がる。
- 1967年1月1日 - 正式に廃駅。
- 2027年 - 韓国鉄道公社による東海北部線の復旧に伴い再開業予定。

## 隣の駅
東海北部線
襄陽駅 - 洛山寺駅